# No-lloc
No-lloc és, segons la definició de Marc Augé, un espai intercanviable on l'ésser humà roman anònim. Poden considerar-se no-llocs els mitjans de transport, grans cadenes hoteleres, supermercats, àrees de descans però, també, de camps de refugiats. La persona no hi viu i no s'apropia d'aquests espais, amb els quals hi ha més aviat una relació de consum.
El terme és un neologisme que va introduir l'antropòleg Augé el 1992 en la seva obra Els no llocs, espais de l'anonimat: un antropologia de la sobremodernitat. Es tracta en certa manera d'un concepte subjectiu, ja que cada persona amb seva subjectivitat pot veure un lloc donat com un no-lloc o com una cruïlla de relacions humanes.

## El no-lloc segons Marc Augé
El no-lloc s'oposa, en Marc Augé, a la noció de «lloc antropològic». El lloc ofereix a cadascun un espai que incorpora a la seva identitat, en el qual pot trobar altres persones amb les que comparteix referències socials. El lloc, segons l'enfocament de la «modernitat», integra l'antic i el modern.
Els no-llocs no són espais de trobada i no construeixen referències comunes a un grup. Els no-llocs estan produïts per la «Hipermodernitat», un altre concepte desenvolupat per Marc Augé. Finalment, un no-lloc és un lloc en què es no viu, en el qual l'individu habita d'una manera anònima i solitària.
El 2012, vint anys després de Marc Augé, un investigador italià de la Universitat de Bèrgam, Marc Lazzari, ha desenvolupat una enquesta sobre una gran mostra d'adolescents que mostra que el centre comercial és un lloc on els adolescents no es troben per casualitat, ni amb el sol objectiu de comprar alguna cosa, sinó també per socialitzar, trobar amics i divertir-se. Mentre que els centres comercials estan (al menys a Itàlia) encara considerats pejorativament pels adults com no-llocs, semblen estar nativament lligats a la identitat de la generació dels nadius digitals.